# Wasenbach
Wasenbach är en kommun och ort i Rhein-Lahn-Kreis i förbundslandet Rheinland-Pfalz i Tyskland.
Kommunen ingår i kommunalförbundet Verbandsgemeinde Diez tillsammans med ytterligare 23 kommuner.